# Fascia lata

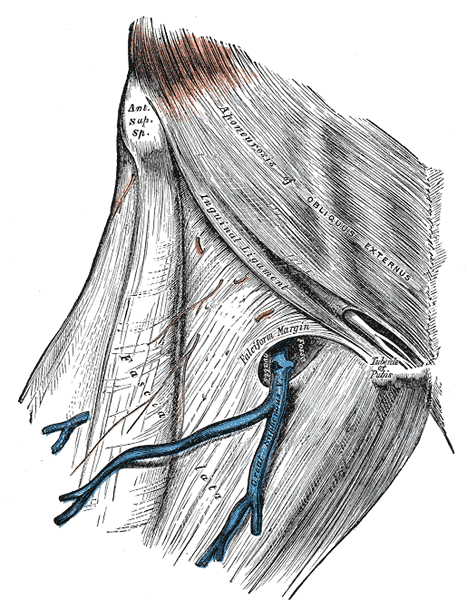
L'hiatus saphène (le fascia lata est indiqué en bas à gauche).

Le fascia lata (ou aponévrose fémorale ou aponévrose crurale) est une gaine aponévrotique du membre inférieur recouvrant la face superficielle des muscles de la cuisse.

## Terminologie
Le terme fascia lata est quelquefois utilisé pour ne parler que de sa partie latérale très épaisse faisant partie du tractus ilio-tibial. Mais dans les nomenclatures anatomiques, le terme désigne l'ensemble de la gaine aponévrotique.

## Description
Le fascia lata englobe l’ensemble de la cuisse. 
Son épaisseur varie selon les parties. Il est plus épais dans la partie supérieure et latérale de la cuisse, où il reçoit une expansion fibreuse du muscle grand glutéal, et où le muscle tenseur du fascia lata s'insère entre ses couches.
Il est très fin derrière et dans sa partie supérieure et médiale, où il recouvre les muscles adducteurs, et devient à nouveau plus fort autour du genou, recevant des expansions fibreuses du tendon du muscle biceps fémoral latéralement, du muscle sartorius médialement et du muscle quadriceps fémoral à l'avant.

## Insertions

### Insertions supérieures
Dans sa partie supérieure le fascia lata s'insère :
- à l'arrière, il est en continuité avec l'aponévrose glutéale,
- latéralement, sur la crête iliaque,
- à l'avant sur le ligament inguinal et sur la branche supérieure du pubis,
- médialement sur la branche inférieure du pubis, sur la branche de l'ischion, sur la tubérosité ischiatique et sur le bord inférieur du ligament sacro-tubéral.

### Insertions inférieures
En bas le fascia lata est en continuité avec le fascia crural sauf au niveau de la patella où il s'insère sur sa base.
Le fascia lata est attaché à tous les points saillants autour de l'articulation du genou : les condyles latéral et médial du fémur et latéral et médial du tibia, ainsi que la tête fibulaire.

## Trajet
Le fascia lata engaine l'ensemble de la cuisse et ses muscles.
De sa face profonde naissent des cloisons qui englobent les différents muscles de la cuisse dont le muscle sartorius.
Deux feuillets se détachent pour former le canal fémoral.
En profondeur, il est relié au fémur par les cloisons séparatrices des loges fémorales antérieure, médiale et postérieure : les septums intermusculaires fémoraux latéral et médial.
Latéralement, Le fascia lata possède un épaississement longitudinal descendant sur le bord latéral de la cuisse constituant le tractus ilio-tibial.
Ce tractus sert d'insertion aux muscles grand fessier et tenseur du fascia lata, formant ainsi le deltoïde fessier de Farabeuf. 
À noter que le muscle tenseur du fascia lata se trouve engainé dans une expansion du tractus ilio-lombal qui l'isole des autres muscles de la loge antérieure de la cuisse.

## Aspect clinique
Depuis les années 1920, des fascia lata provenant de donneurs décédés sont utilisés en chirurgie reconstructive. 
Il a été utilisé comme greffon pour les patients atteints de paralysie faciale. Le fascia lata offre des soutiens aux muscles qui composent le visage et ce soutien augmente la récupération des muscles du visage. Les chirurgiens utilisent le fascia lata comme une sorte d'écharpe faciale pour soutenir le visage paralysé et enroulent le fascia lata autour du centre de la lèvre inférieure, du coin de la bouche et du centre de la lèvre supérieure.
Une petite partie du fascia lata prélevée par une incision cutanée inférieure à un centimètre sur la face latérale inférieure de la cuisse est utilisée pour reconstruire le tympan lors d'une tympanoplastie.